# Монне, Тибо
Тибо́ Монне́ (фр. Thibaut Monnet; 2 февраля 1982, Мартиньи, Швейцария) — швейцарский хоккеист, нападающий клуба «Сьерр». Вице-чемпион мира 2013 года в составе национальной сборной.

## Карьера

### Клубная карьера
Монне начал свою карьеру в клубе «Мартиньи», за который он выступал с 1997 по 1999 год в Швейцарской лиге B. Затем он провёл один год в «Лозанне». Сезон 2000/01 стал дебютным для Монне в Швейцарской лиге А. Со своим клубом «Ла-Шо-де-Фон» Тибо боролся за выживание, но всё-таки покинул элиту. По окончании сезона Монне был признан лучшим новичком лиги.
Следующие два сезона он провёл в «Фрибур-Готтерон». С сезона 2003/04 Монне выступал за «Лангнау Тайгерс». По окончании сезона 2004/05 он покинул «тигров» и подписал контракт с клубом «Берн». Карьера за «столичных» у Монне не сложилась: в 44 матчах он набрал лишь 17 (8+9) очков. По окончании сезона он вернулся в «Фрибур».
С сезона 2007/08 Монне выступает за «Цюрих». В свой первый же сезон за «львов» он стал чемпионом Швейцарии. Так же он установил свой личный рекорд результативности, набрав 50-и матчах 43 результативных балла. В следующем году Монне вместе с клубом выиграл Лигу чемпионов, одолев в финале магнитогорский «Металлург» — 5:0. В финале Тибо дважды ассистировал партнерам. В сезоне 2011/12 Монне стал двукратным чемпионом Швейцарии. Тибо неудачно провёл регулярный сезон, набрав лишь 21 очко в 45 матчах, зато ударно провёл плей-офф, где в 15 играх отметился 13 результативными баллами.

### Международная карьера
В составе сборной Швейцарии Монне выступал на двух юниорских (1999, 2000) и на двух молодежных чемпионатах мира (2001, 2002). Трижды он вместе с командой играл в матчах за третье место, но ни разу не завоевывал медаль.
За основную сборную Монне выступал на семи чемпионатах мира подряд: 2007, 2008, 2009, 2010, 2011, 2012 и 2013 годов. Также он принимал участие в Зимних Олимпийских играх 2010 в Ванкувере.

## Статистика
| Легенда | Легенда                    | Легенда | Легенда                   | Легенда | Легенда    |
| ------- | -------------------------- | ------- | ------------------------- | ------- | ---------- |
| И       | Количество проведённых игр | Штр     | Штрафное время            | +/−     | Плюс-минус |
| Г       | Голы                       | П       | Голевые передачи          | О       | Очки       |
| -       | Статистика неизвестна      | —       | Статистика не учитывалась |         |            |

### Клубная карьера
- a В «Плей-офф» учитывается статистика игрока в Плей-аут.

## Достижения
| Год        | Команда      | Достижение            | Достижение |
| ---------- | ------------ | --------------------- | ---------- |
| 2008, 2012 | Цюрих Лайонс | Чемпион Швейцарии (2) |            |

| Год  | Команда      | Достижение                          | Достижение |
| ---- | ------------ | ----------------------------------- | ---------- |
| 2009 | Цюрих Лайонс | Победитель Хоккейной Лиги чемпионов |            |

| Год  | Команда   | Достижение                        | Достижение |
| ---- | --------- | --------------------------------- | ---------- |
| 2013 | Швейцария | Серебряный призёр чемпионата мира |            |

| Год  | Команда      | Достижение         | Достижение |
| ---- | ------------ | ------------------ | ---------- |
| 2001 | Ла-Шо-де-Фон | Лучший новичок NLA |            |